# NGC 980
NGC 980 is een lensvormig sterrenstelsel in het sterrenbeeld Andromeda. Het hemelobject werd op 17 oktober 1786 ontdekt door de Duits-Britse astronoom William Herschel.

## Synoniemen
- PGC 9831
- UGC 2063
- MCG 7-6-38
- ZWG 539.54